# Toyota Urban Cruiser Hyryder
La Toyota Urban Cruiser Hyryder è un'autovettura di tipo crossover SUV prodotta dalla casa automobilistica giapponese Toyota a partire dal 2022.

## Descrizione

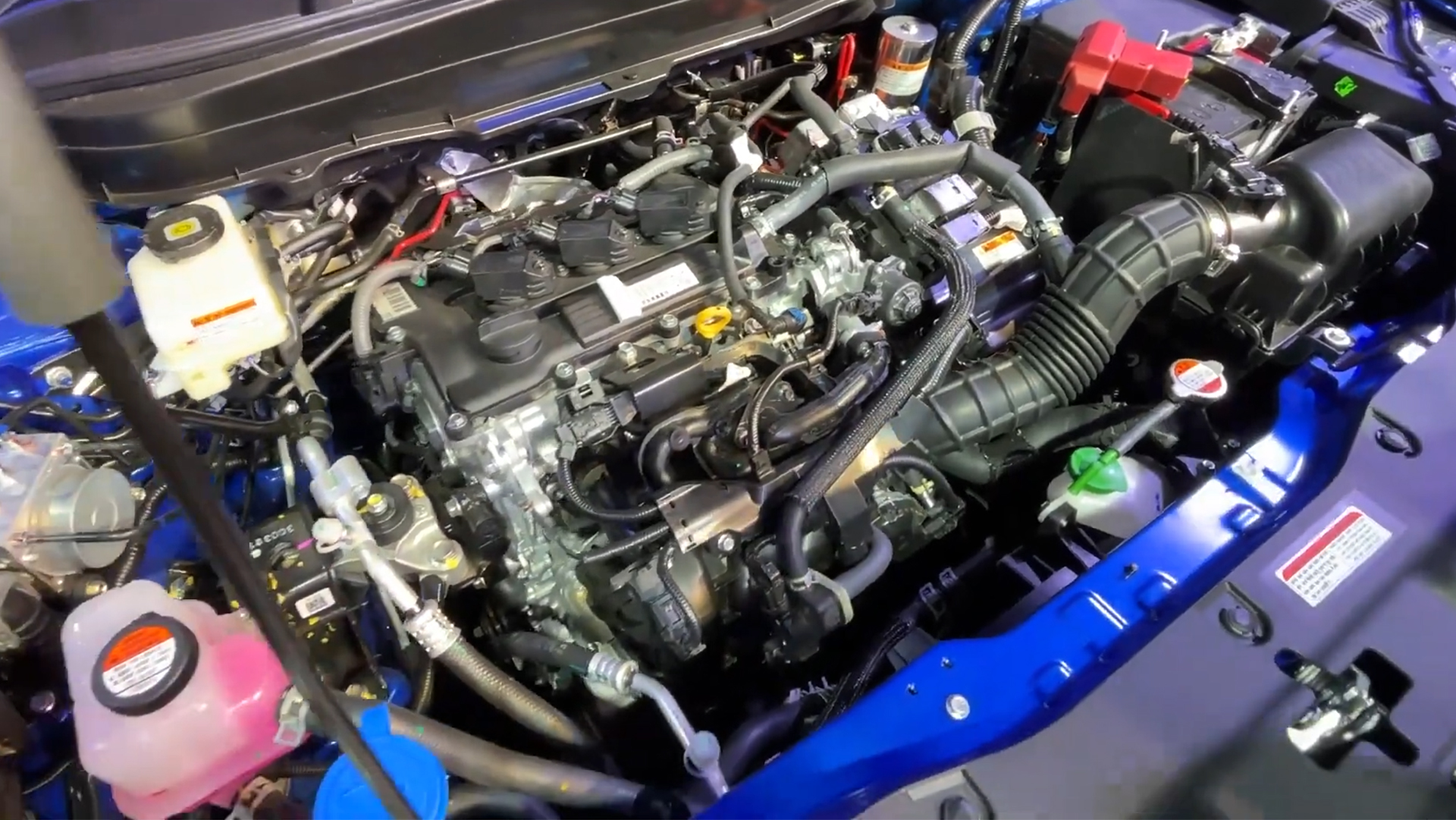
Vista del vano motore

Sviluppata in collaborazione con la Suzuki e derivata direttamente dalla Grand Vitara, è prodotta da Toyota nella sua filiale indiana per il mercato autoctono. È disponibile con una gamma di propulsori a benzina esclusivamente ibridi.
L'Urban Cruiser Hyryder è stata presentata ufficialmente in India il 1º luglio 2022. La vettura è stata ingegnerizzata da Suzuki utilizzando la sua piattaforma Global C condivisa con le coeve Suzuki SX4 S-Cross e Grand Vitara. Due le motorizzazioni disponibili: la full hybrid, che incorporato il Toyota Hybrid System composto dal motore a tre cilindri M15A-FXE da 1,5 litri abbonato ad un cambio a variazione continua della Yaris Cross, che in modalità solo elettrica permette di avere un'autonomia di circa 25 km; il modello ibrido leggero, commercializzato come "NeoDrive", utilizza il quattro cilindri K15C da 1,5 litri di derivazione Suzuki ed è abbinato al sistema Smart Hybrid sviluppato dalla Suzuki. Quest'ultima versione viene offerto anche con la trazione integrale e cambio manuale.